# Fi Aurigae
Fi Aurigae (φ Aurigae, förkortat Fi Aur, φ  Aur) som är stjärnans Bayerbeteckning, är en ensam stjärna belägen i den södra delen av stjärnbilden Kusken. Den har en skenbar magnitud på 5,09 och är svagt synlig för blotta ögat där ljusföroreningar ej förekommer. Baserat på parallaxmätning inom Hipparcosuppdraget på ca 7,2 mas, beräknas den befinna sig på ett avstånd på ca 450 ljusår (ca 140 parsek) från solen.

## Egenskaper
Fi Aurigae är en röd till orange jättestjärna av spektralklass K3 IIIp. Den har en radie som är ca 16 gånger större än solens och utsänder från dess fotosfär ca 350 gånger mera energi än solen vid en effektiv temperatur på ca 4 370 K.